# Стиенг
Стие́нг — народ, проживающий в Юго-Восточной Азии в горных районах Вьетнама, а также в Камбодже. Численность народа на конец XX века составляла примерно 85 тыс.чел.

## Язык
Язык стиенг принадлежит к бахнарской ветви австроазиатской семьи языков. Как и большинство австроазиатских, не имеет тонов, которые развились в родственном ему вьетнамском. Гласные различаются по долготе. Богат ономатопоэтическими выражениями и внутренними рифмами.

## История
Во времена колониальной зависимости от Франции стиенг пользовались сравнительной автономией. Но когда определялись новые пост-колониальные границы, интересы небольшого народа не были учтены, и граница разделила исторические земли стиенг. Поэтому многие имеют родственников по другую сторону границы.
Большое число стиенг погибло и пострадало во время Вьетнамской войны.

## Экономическая организация

### Общие черты
Начиная с 80-х годов XX века идёт постепенный процесс перехода от традиционной к рыночной экономике. Успешно идёт проникновение товарно-денежных отношений. В обществе наблюдается разделение труда. Когда мужская часть населения занимается охотой, рыболовством или строительством, женщины обычно ведут заготовление дров, готовят пищу, присматривают за детьми.

### Виды деятельности
Основное занятие стиенг — ручное подсечно-огневое земледелие. Наиболее распространёнными сельскохозяйственными культурами являются рис, овощи, кукуруза. Развито собирательство.
Несмотря на то, что народ знает множество способов ловли рыбы, она занимает незначительную часть их рациона.
Большинство семей имеют за домом собственный огород, где обычно выращиваются бананы, папайя, лук, перец, мята и другие культуры.
Вокруг поселения традиционно разводят скот (водяные буйволы, свиньи, утки, куры).

## Социальная организация
Сохраняется община, которая управляется советом старейшин с выбираемым главой. Семьи патриархальные, в основном малочисленные. Счёт родства ведётся по линии отца. У стиенг имеют место левират и сорорат.